# 马熊沟虎耳草
马熊沟虎耳草（学名：[Saxifraga maxionggouensis] 错误：{{Lang}}：文本有斜体标记（帮助））为虎耳草科虎耳草属下的一个种。

## 扩展阅读
- 維基物種上的相關：马熊沟虎耳草